# Josef Wittlich
Josef Wittlich, né le 26 février 1903 à Gladbach (de) et mort le 21 septembre 1982 à Höhr-Grenzhausen, est un peintre et dessinateur d'art brut allemand.

## Biographie
Fils d'un fabricant de boutons, Josef Wittlich grandit dans une famille pauvre. Il perd sa mère à l'âge de quatre ans et se trouve en butte à la brutalité de son père et l’hostilité de sa belle mère. Après une scolarité sommaire, il s’engage dans la légion étrangère puis travaille quelques années comme ordonnance d’un officier à Paris. À la fin des années 1920, il parcourt l'Europe de l'Est et les Balkans. En 1934, il est travailleur agricole à Nauort. C'est là qu'il commence à peindre, principalement des scènes de la Première Guerre mondiale. Dès cette époque, il emploie des couleurs chatoyantes qu’il applique en aplats et entoure d’un cerne noir.
Enrôlé lors de la Seconde Guerre mondiale, il est envoyé dans une usine de munitions à Cassel en 1942. Fait prisonnier par les Russes, il est libéré à la fin de la guerre et s’installe à Höhr-Grenzhausen où il trouve un emploi dans l'usine de céramique Steuler en 1948. À partir de 1957, il se remet à dessiner et à peindre. Inspirées de photos de magazines, ses œuvres abordent principalement trois thématiques : des soldats et des scènes de guerre, des portraits de familles royales ou de célébrités et des portraits de femmes. En 1967, ses images sont découvertes par le peintre Fred Stelzig de passage à la fabrique de céramique où Wittlich a été autorisé à accrocher certaines de ses peintures. La même année, Stelzig organise sa première exposition au Württembuerrgischer Kunstverein de Stuttgart. Josef Wittlich prend se retraite en 1968 alors que s'ouvre une nouvelle phase de sa vie au cours de laquelle il peut se consacrer exclusivement à la peinture. Considéré par Meinrad Maria Grewenig comme un précurseur du Pop Art, ses œuvres ont été depuis exposées dans le monde entier.
Les œuvres de Josef Wittlich se trouvent dans de nombreuses collections publiques, la collection de l'art brut à Lausanne, le Centre Pompidou, le LaM - Lille Métropole Musée d'Art moderne, d'Art contemporain et d'Art brut à Villeneuve d'Ascq, le Folk Art Museum de New York, le Musée d'art brut de Montpellier ou la collection Charlotte Zander à Cologne.